# Стрибок акули (Цілком таємно)
Стрибок акули (англ. Jump the Shark) — 15-й епізод дев'ятого сезону серіалу «Цілком таємно». Епізод не належить до «міфології серіалу» — це монстр тижня. Прем'єра в мережі «Фокс» відбулася 21 квітня 2002 року.
У США серія отримала рейтинг Нільсена, рівний 5.1, це означає — в день виходу її подивилися 8.6 мільйона глядачів.

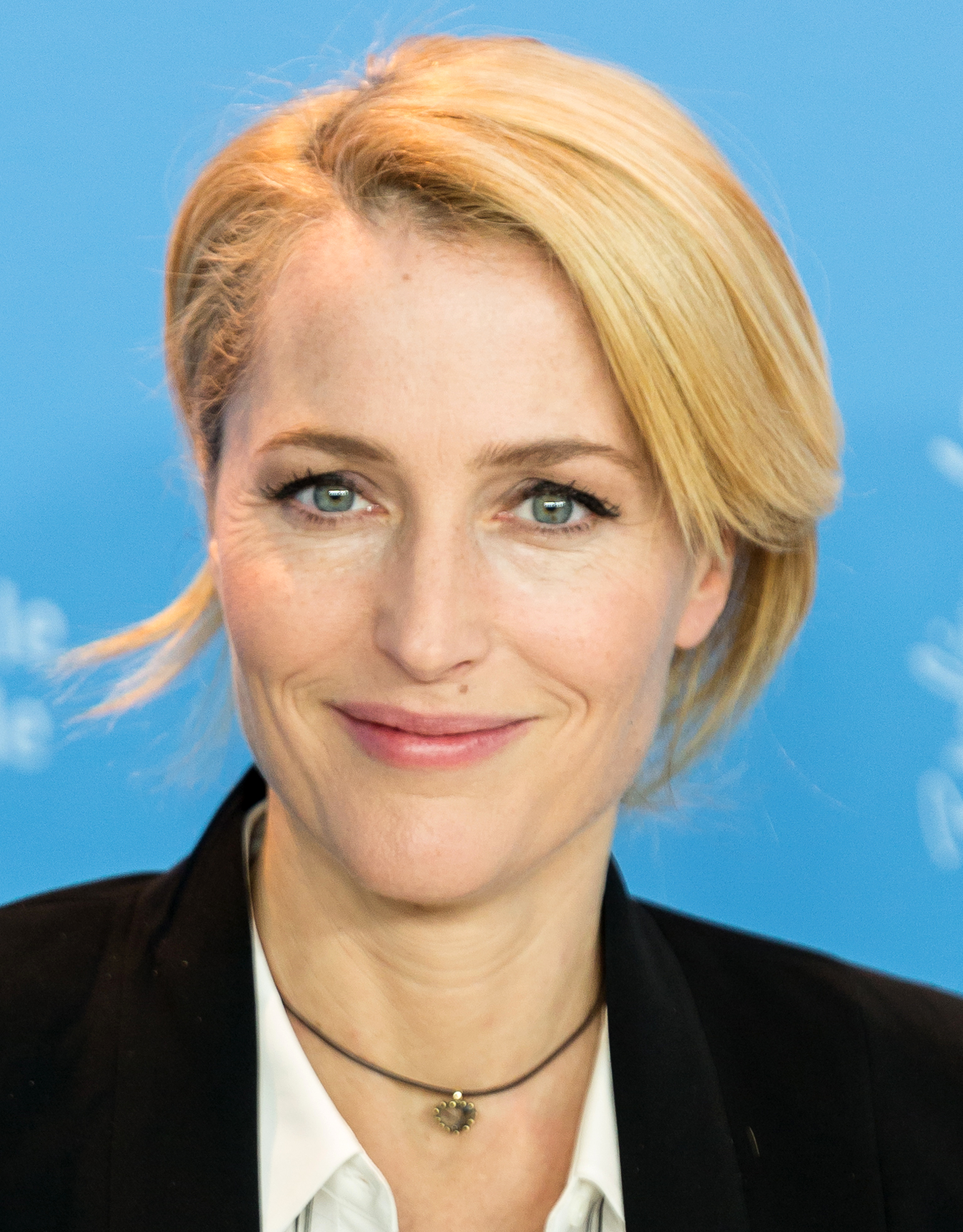

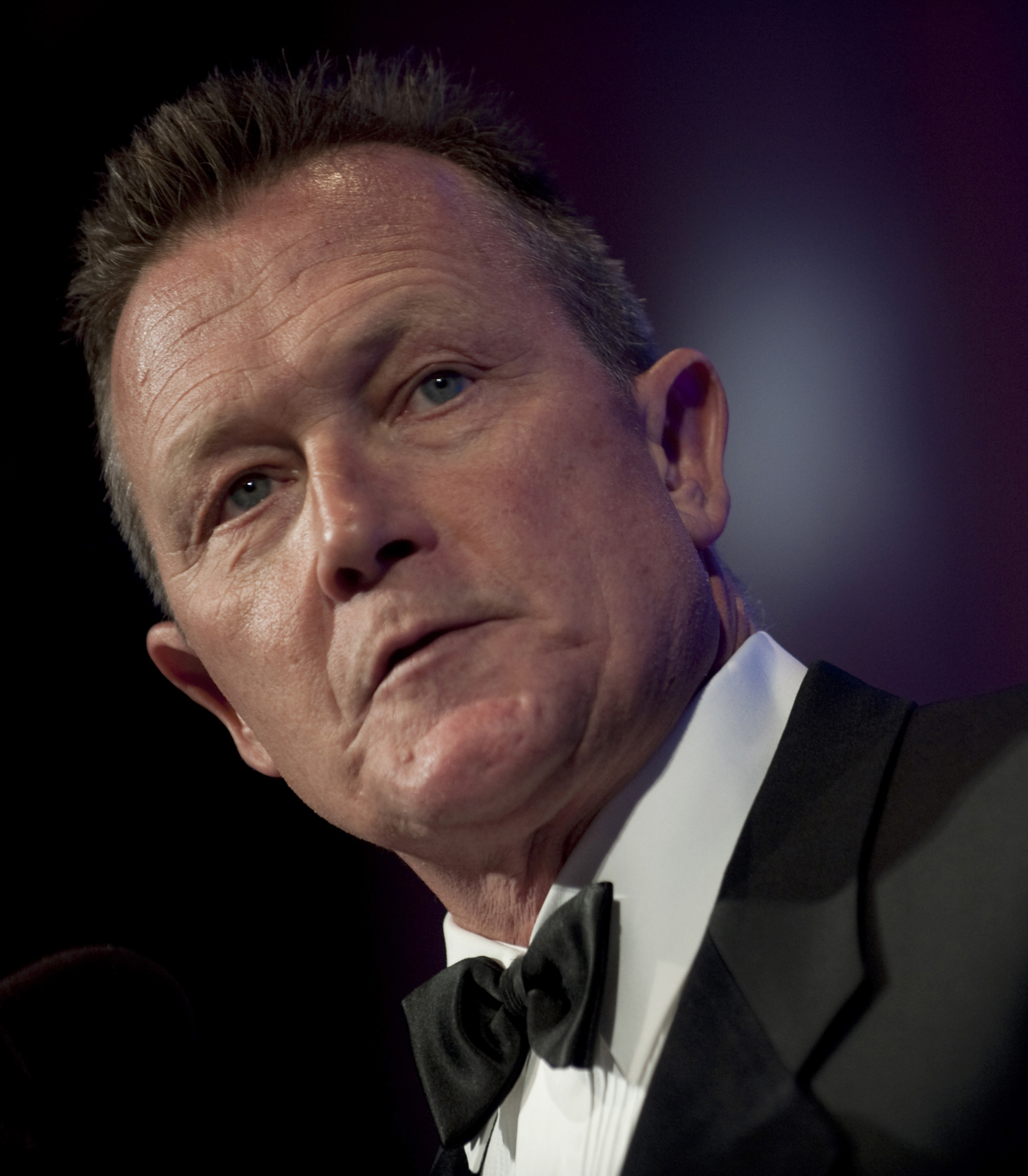

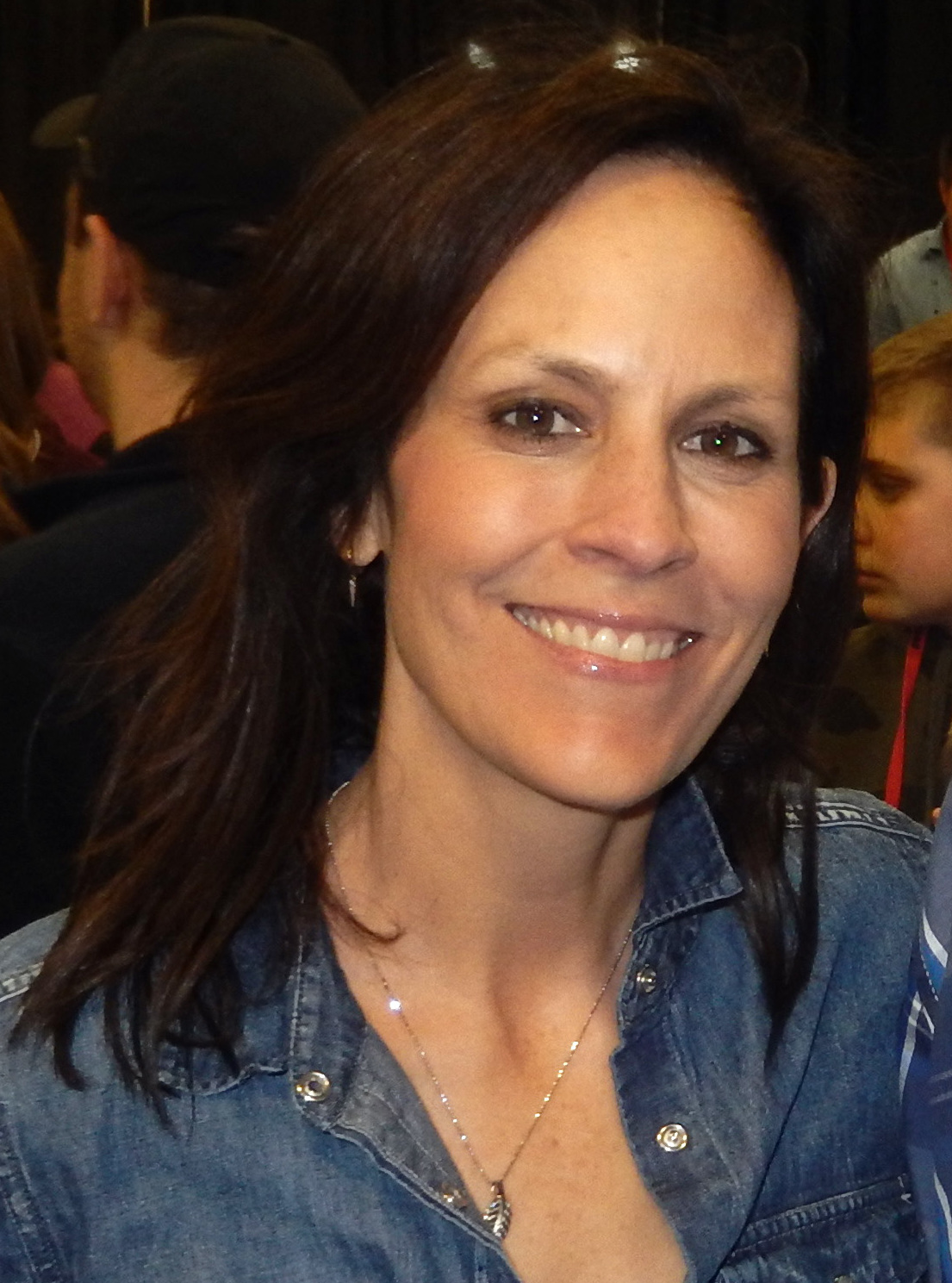

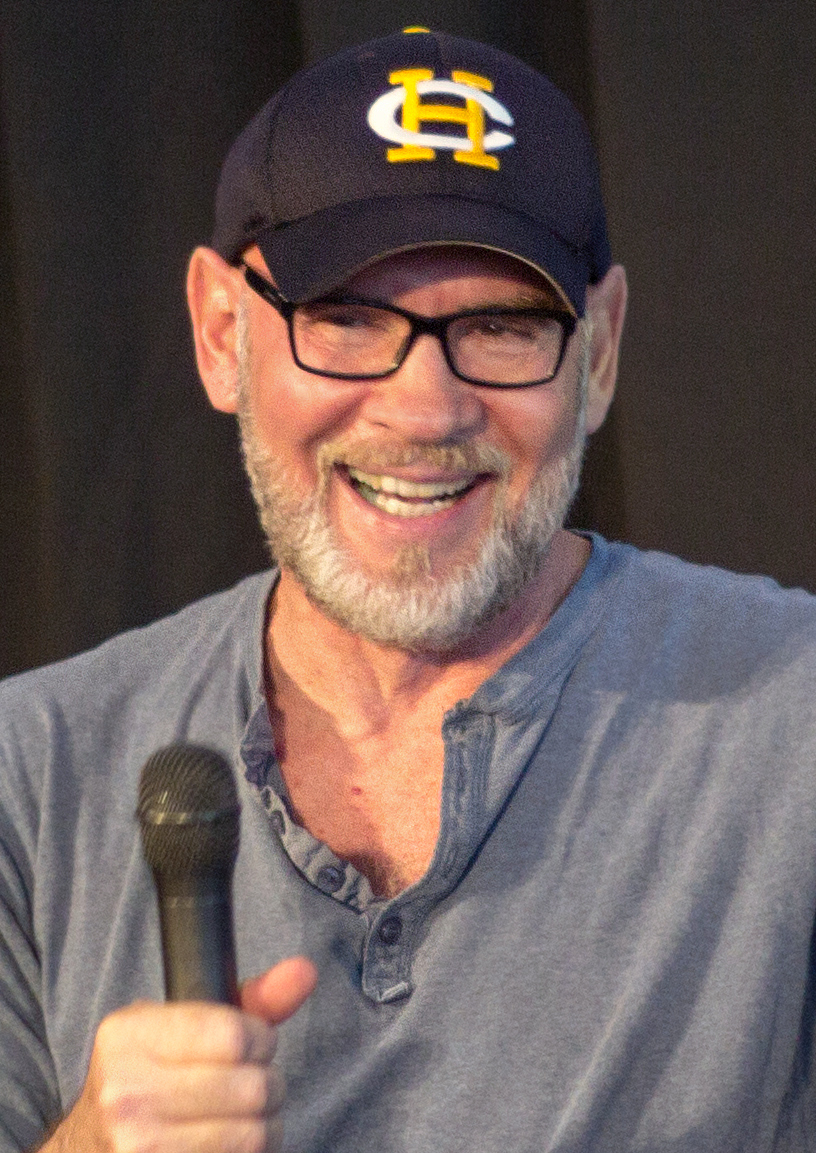

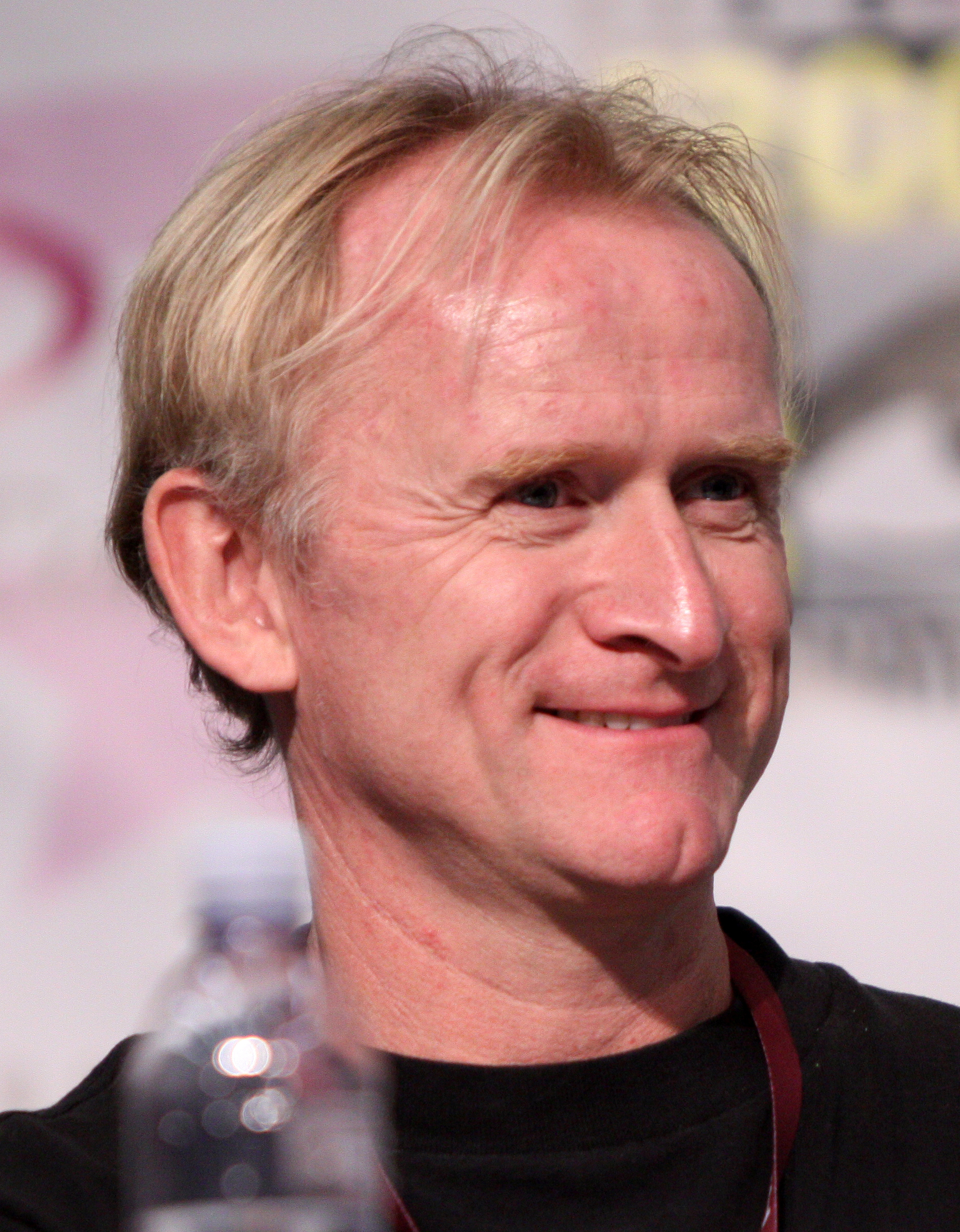

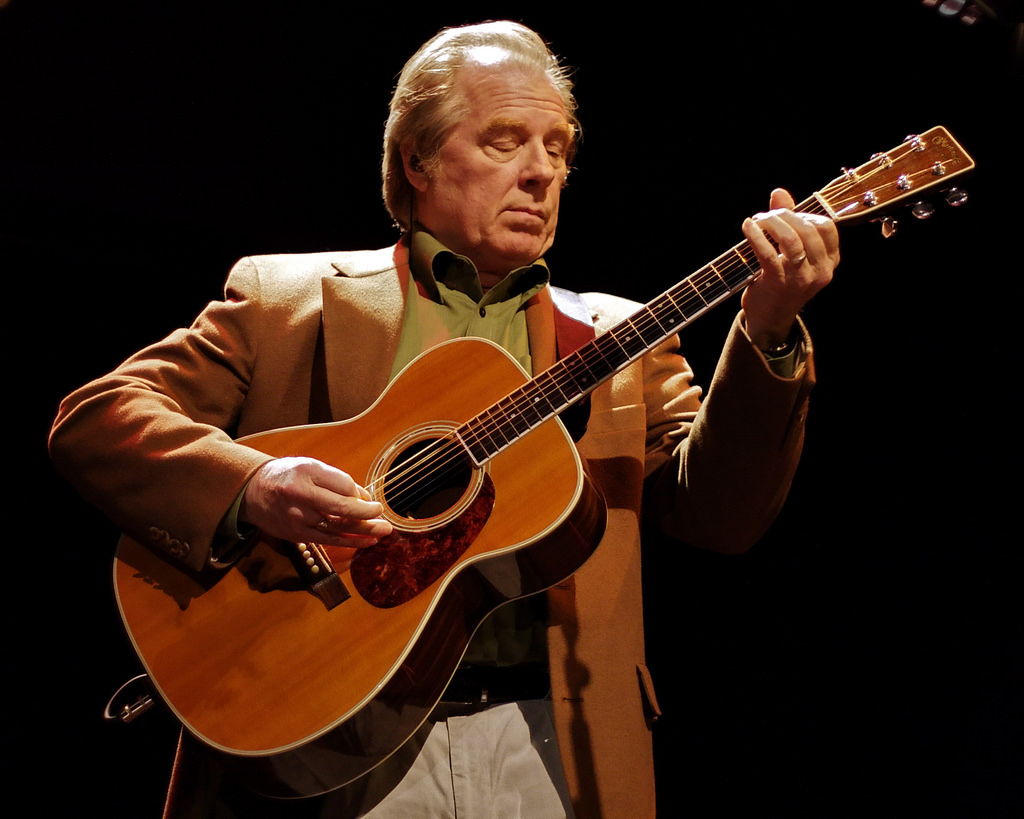

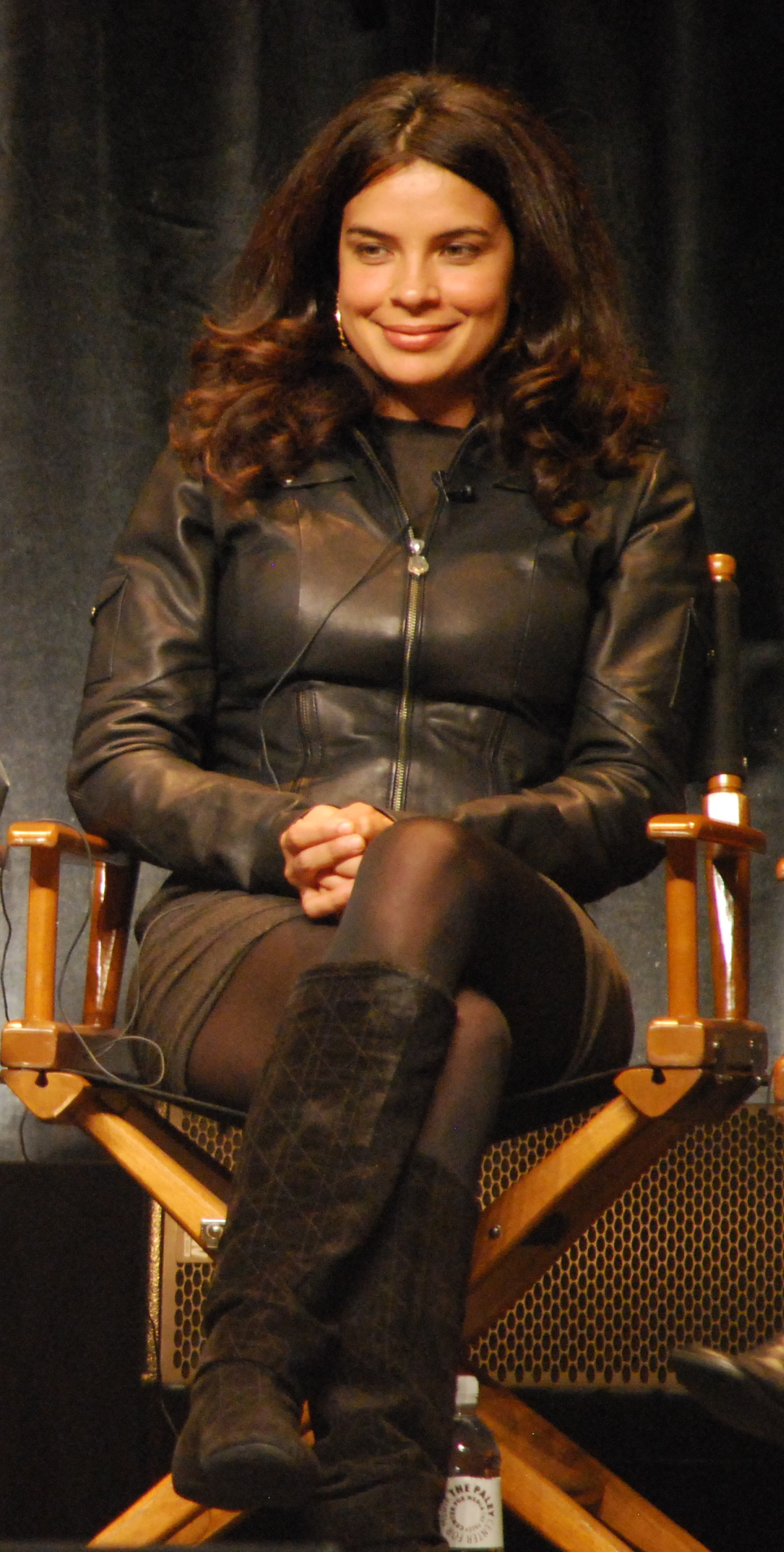

Доггетт і Рейєс намагаються знайти подругу Самотніх стрільців після того, як повертається колишня «людина в чорному» із Зони 51 Морріс Флетчер і повідомляє, що та — суперсолдат. Агенти незабаром виявляють, що це змова з метою створення біологічної зброї із використанням пересаджених органів акули. Головні герої — Самотні стрільці — гинуть наприкінці серії.

## Зміст
Істина поза межами досяжного
За 20 миль від острова Гарбор Морріса Флетчера у човні на Багамах оточують озброєні люди і його судно підривають. Коли Флетчера врятували та затримали, він звертається до агентів Моніки Рейєс і Джона Доггетта з інформацією, пов'язаною із суперсолдатами, в обмін на його звільнення. Доггетт і Рейєс звертаються до Самотніх Стрільців в Такома-Парк (Меріленд), коли Флетчер надає нібито фотографію суперсолдата, якого вони впізнають як Єву Адель Гарлоу, подругу-хакера — вона зникла рік тому. Самотні Стільці відмовляються вірити доказам, особливо коли виявляють, що їх надав Флетчер, хоча агенти продовжують переслідувати сліди.
Тим часом Гарлоу у Карні (Нью-Джерсі) вбиває професора біології, вирізає орган; викидає його у вогонь і вистрибує у вікно. Після того, як Самотні стрільці захоплюють її, вона розкриває, що професор експериментував з імунною системою акул і прищеплював шматочки акул в своє тіло, щоб стати живим господарем для біологічної зброї — тому в трупі спостерігається біолюмінесценція. Доггетт і Пейєс розшукують зниклого професора. Агенти дізнаються у Флетчера — дослідження професора профінансував батько Гарлоу, який торгував зброєю, й доручив Флетчеру знайти її та не дати можливості зупинити його змову біологічного тероризму. Самотні стрільці діставляють Єву до свого робочого приміщення. Далі вона повідомляє Стрільцям, що є інший господар, якого вона намагається ідентифікувати та знайти, перш ніж він зможе випустити свій смертельний вантаж.
Як тільки Флетчер усвідомлює, що його використав батько Гарлоу, він об'єднується зі Самотніми Стрільцями та агентами, щоб допомогти їм знайти другого біотерориста. Після кількох фальстартів і переслідувань Самотні стрільці загнали біотерориста в кут, за кілька хвилин до того, як його вірус має бути звільнений. Вони розуміють, що не вистачає часу, щоб знищити його наповнений вірусом орган, і тому вмикають пожежну сигналізацію, через що великі двері аварійної допомоги закриваються, одночасно ізолюючи вірус і захоплюючи їх.
Їхня жертва приносить їм останній спочинок на Арлінгтонському національному кладовищі, де Флетчер, Доггетт, Рейєс, Гарлоу, Дейна Скаллі, Волтер Скіннер і Джиммі Бонд віддають їм шану.
Жили собі три диваки

## Зйомки
«Стрибок акули» написали Вінс Гілліган, Джон Шибан і Френк Спотніц; його зняв Кліфф Бол. Після скасування телесеріалу «The Lone Gunmen», який вийшов в ефір у 2001 році, «Fox», як повідомляється, «ненавидів (персонажів)». Виконавчий продюсер і співавтор сценарію Френк Спотніц змушений був боротися за створення епізоду, оскільки студія не була зацікавлена у тому, щоб повернути цих персонажів в дев'ятому сезоні. Пізніше Брюс Гарвуд пояснив: «я думаю, що якщо студія проти чогось заперечує, то вона витрачає час на наших персонажів достатньо довго, щоб убити нас». Пізніше співавтор Гілліган згадував: «Самотні Стрільці все ще були для мене відкритою раною». Таким чином, епізод був створений як спосіб завершити серіал. Через характер епізоду, який ефективно працює як зв'язок, різні довгострокові персонажі як із «Секретних матеріалів», так і з «Самотніх Стрільців» камео з'являються в епізоді.
Назва епізоду є гумористичним посиланням на фразу «Стрибок через акулу», вигадану, коли Фонзі здійснив такий стрибок на водних лижах в телесеріалі «Щасливі дні». Фраза використовується для опису шоу, яке досягло піку та рухається вниз. Виконавчий продюсер Кріс Картер сказав, що назва була жартівливою, а також заявив, що це був їхній «спосіб знизити бум на тих, хто думав, що це так». Далі він заявив, що серіал був «хорошим» до кінця, навіть після відходу Девіда Духовни в ролі Фокса Малдера. Згідно з IGN, назва епізоду була даниною популярному сайту «Jump the Shark». Насправді, під час коментаря до «Jump the Shark» Вінс Гілліган робить пряме посилання на вебсайт.
Перед виходом епізоду в новинарські сфери просочилися різні сюжетні лінії, найпомітнішою була смерть Самотніх Стрільців. Вибір знищити трійцю був суперечливим. Сам Гілліган пізніше зізнався: «я все ще думаю, що ми зробили неправильний вибір щодо цього». Пізніше Спотніц сказав: «Я не можу сказати, що шкодую, що вбив їх, як ви знаєте, ніхто насправді не вмирає в „Секретних матеріалах“… на такій похмурій ноті. Я б хотів, щоб ми закінчили це сміхом чи посмішкою». Актори, які зіграли Самотніх стрільців, похвалили сценарій. Гарвуд визнав, що в епізоді або була б показана смерть тріо, або вони були б представлені й надалі". Зрештою, він зробив висновок: «Я був радий, що нас врешті вбили». Дін Гаглунд сказав, що йому «подобалось, як нас вигнали», і назвав фінал «крутим».

## Показ і відгуки
«Стрибок акули» вперше вийшов в ефір на телеканалі «Fox» у США 21 квітня 2002 року. Згодом цей епізод був показаний у Великій Британії на «Sky One», а пізніше на «BBC One» 23 лютого 2003 року. Епізод отримав рейтинг Нільсена 5,1, що означає — його побачили 5,1 % домогосподарств; переглянули 5,38 мільйона домогосподарств і 8,6 мільйонів глядачів..
Епізод отримав змішані або негативні відгуки телекритиків. Аарон Кінні з «Salon.com» зазначив, що назва епізоду показала — у творців, принаймні, все ще було почуття гумору, але сама серія продемонструвала деякі недоліки, через які серіал «стрибнув через акулу» в першу чергу: «сира мелодрама, смертельно повільний темп і відсутність узгодженості». Роберт Ширман і Ларс Пірсон у книзі «Хочемо вірити: критичний посібник з Цілком таємно, Мілленіуму і Самотніх стрільців», оцінили епізод на 1 зірку з п'яти і відзначили, що «немає нічого святкового» у прощанні. Вони дуже критично поставилися до висновку епізоду, назвавши його «настільки м'яким способом померти, що на мить відчуваєш — мабуть, упустив суть». Крім того, оглядачі стверджували, що «Самотні Стрільці заслуговували на краще. Ні, гірше за це — ми заслуговували на краще». М. А. Кренг у книзі «Заперечуючи правду: перегляд „Секретних матеріалів“ після 11 вересня» розкритикував «дурний тон» епізоду, сказавши, що він «дуже недоречний» у контексті серіалу.

## Знімалися
| Актор             | Роль                    |
| ----------------- | ----------------------- |
| Роберт Патрік     | Джон Доггетт            |
| Джилліан Андерсон | Дейна Скаллі            |
| Аннабет Гіш       | Моніка Рейєс            |
| Мітч Піледжі      | Волтер Скіннер          |
| Брюс Гарвуд       | Джон Фіцджеральд Байєрс |
| Том Брейдвуд      | Мелвін Фрогікі          |
| Дін Гаглунд       | Річард Ленглі           |
| Майкл Маккін      | Моріс Флетчер           |
| Зулейха Робінсон  | Івес Адель              |
| Джим Файф         | Кіммі                   |
| Маркус Джаматті   | Джон Глініц             |
| Джон Проскі       | Медексперт              |
| Тімоті Лендфілд   | Професор                |